# Ea Tam (phường)
Ea Tam là một phường thuộc thành phố Buôn Ma Thuột, tỉnh Đắk Lắk, Việt Nam.
Phường Ea Tam có diện tích 13,82 km², dân số năm 1999 là 18.190 người, mật độ dân số đạt 1.316 người/km².